# يحيى بن عمر الطالبي
أبو الحسين يحيى بن عمر بن يحيى بن الحسين بن زيد الحُسيني الهاشِمي (توفي 13 رجب 250هـ / 19 أغسطس 864م) المعرُوف أكثر باسم أبو الحسين الطالبي، هو أحد الشخصيَّات العلوية البارزة في القرن الثالث الهجري. وُلد الحُسين في أسرة ذات نسب رفيع تمتد إلى الحسين بن علي، وبرز بتدينه واهتمامه بالشريعة، إلى جانب قوته الجسدية وثباته. خلال خلافة المتوكل على الله، تعرَّض يحيى لمعاملة قاسية، بما في ذلك منع الأُعطيات وضربه أمام أنصاره وحبسه في بغداد مدة ثم أُطلق سراحه. ثار يحيى بن عمر لاحقًا من الكوفة طلبًا للخلافة، في عهد الخليفة أحمد المستعين بالله، لتنتهي معركته مع العبَّاسيين بهزيمته ومقتله واستتباب الأمن في الكوفة.

## نسبه
هو يحيى بن عمر بن يحيى بن الحسين بن زيد بن علي زين العابدين بن الحسين بن علي بن أبي طالب.

## ثورته
في عهد الخليفة أحمد المُستعين بالله، قاد يحيى بن عمر حركة تمرد في الكوفة، إذ بدأ بدعوة الناس لمبايعته بعد زيارة قبر جده الحسين بن علي. تمكن من جمع عدد من الأعراب وأنصاره، ودخل الكوفة ليلاً، ثم استولى على بيت المال، وفتح السجون، وطرد عُمَّال الخليفة المُستعين. ازداد نفوذ يحيى بن عمر، وجمع السلاح والعتاد استعدادًا لمواجهة الجيش العباسي.
في ليلة الاثنين 13 رجب سنة 250هـ / 19 أغسطس 864م، وقعت معركة بين قوات يحيى بن عمر، وكان أغلبهم من دون سلاح، وجيش الخليفة العباسي بقيادة صاحب الشُّرطة محمد بن عبد الله الطَّاهري قرب الكوفة. انتهت المعركة سريعًا بمقتل يحيى بعدما طُعن في ظهره، وحُمل رأسه إلى الخليفة المُستعين في بغداد. رثاه شعراء عصره، ومنهم ابن الرُّومي، في حين هنأ الناس صاحب الشُّرطة محمد بن عبد الله الطَّاهري بالفتح والظفر.